# Herman Sedyono
Herman Sedyono (* 12. Oktober 1947 in Malang, Indonesien), andere Schreibweise: Herman Sediono, ist ein Offizier der Streitkräfte Indonesiens. Als damaliger Distriktschef (Bupati) von Cova Lima gehört er zu den Hauptbeschuldigten für das Kirchenmassaker von Suai am 6. September 1999 im damals von Indonesien besetzten Osttimor. Beim Angriff auf die Flüchtlinge, die Schutz in der Kirche Nossa Senhora do Rosario der Hauptstadt von Cova Lima gesucht hatten, durch Milizionäre, Polizisten und Soldaten starben bis zu 200 Menschen. Mehrere Frauen, die das Massaker überlebten, wurden zum Militärhauptquartier von Cova Lima gebracht und sexuell missbraucht. Das Massaker war Teil der Operation Donner, einer Vergeltungsaktion der indonesischen Streitkräfte für den Sieg der Unabhängigkeitsbefürworter beim Referendum am 30. August 1999, dessen Ergebnis zwei Tage zuvor bekannt gegeben worden war.

## Werdegang
Sedyono war bereits seit 1975 in Osttimor für die indonesische Armee im Einsatz. Unter anderem war er Kommandeur des Sektors B, mit Sitz in Baucau, ein Gefechtskommando, das außerhalb der regulären territorialen Struktur der Armee stand. 1994 wurde er als Karyawan von der Armee in die Zivilverwaltung abgestellt und zum Bupati von Cova Lima ernannt. Im August 1999 näherte sich seine reguläre Dienstzeit als Bupati dem Ende. Er hatte seine Familie bereits nach Surakarta zurückgeschickt.
Ab Januar 1999 suchten Osttimoresen vor allem aus Zumalai und Maudemo in Suai Schutz vor Übergriffen der Milizen. Mehrere hundert der 6000 Flüchtlinge campierten auf dem Gelände der Kirche von Suai. Die osttimoresische Presse zitierte Sedyono mit den Worten, er habe im Februar 1999 Tausenden von Flüchtlingen aus Suai versprochen, er werde weder in seiner Funktion als Bupati noch in seiner militärischen Funktion die Bildung von Milizen in Suai zulassen. Die Laksaur-Miliz wurde trotzdem aufgestellt und vom Distriktkommandanten der Armee Ahmad Masagus mit Waffen ausgerüstet. Der ehemalige Milizenführer Rui Emiliano Teixeira Lopes erklärte in einem unabhängigen Fernsehsender in Jakarta am 12. September, dass es vor dem Kirchenmassaker ein Treffen im Haus von Sedyono gegeben hätte. Sedyono und der Militärdistriktschef hätten den Milizen den Befehl gegeben, Cova Lima niederzubrennen, die UNAMET zu verjagen und alle Einwohner in das indonesische Westtimor zu vertreiben. Man wollte so die Außenwelt überzeugen, dass die Osttimoresen mit dem Ergebnis des Referendums unzufrieden seien und die UNAMET zu einem neuen Wahlgang bewegen.
Am 4. September wurde das Ergebnis des Referendums zugunsten der Unabhängigkeit bekannt gegeben. Bereits wenige Stunden später begann die Gewaltwelle in Suai und seiner Umgebung. Ab der Nacht zum 6. September wurden systematisch Wohnhäuser und Regierungsgebäude in Suai angezündet. Täter waren Milizionäre und reguläre Soldaten.
Am Vormittag des 6. Septembers kamen Milizionäre der Laksaur zum Haus von Sedyono. Am Nachmittag verließen die Milizionäre das Haus, Sedyono folgte ihnen in Armeeuniform und mit einem Gewehr bewaffnet. Milizen und Soldaten umzingelten die Kirche. Um 14:30 Uhr griffen die beiden Milizen, Soldaten und Polizisten die Flüchtlinge in der Kirche an. Zuerst wurden zwei Handgranaten geworfen, dann folgten Schüsse und die Milizionäre stürmten das Gelände. Leutnant Sugito, der Militärkommandant (Komandan Koramil) vom Subdistrikt Suai, und Sedyono überwachten den Angriff. Sugito trug wie Sedyono eine grüne Kampfuniform des Militärs und ein Gewehr. Zeugen hörten, wie die beiden Männer sagten, dass alle Priester, Männer und Frauen getötet werden sollten, die diese „seltsamen Einstellungen“ hätten.
Sedyono wies jegliche Verantwortung für die Vorfälle zurück. Er erklärte sogar, er hätte versucht für die Flüchtlinge einen sicheren Abtransport zu organisieren, die zwischen die Fronten von „Fraktionskämpfen“ geraten seien. Der indonesischen Untersuchungskommission für Menschenrechtsverletzungen in Osttimor (KPP-HAM) erklärte er, er habe einige Tage zuvor Lastwagen zur Evakuierung der Bevölkerung Cova Limas nach Westtimor vorbereitet. Etwa 280.000 Osttimoresen, ein Viertel der Bevölkerung, wurden nach dem Tag der Stimmabgabe von indonesischen Sicherheitskräften nach Westtimor zwangsevakuiert, ein Teil von ihnen war auch selbst geflohen. Sie sollten nach den Plänen der Hintermänner im Militär weiter in ganz Indonesien zerstreut werden.
Nach Ende der indonesischen Besatzung von Osttimor und Abzug der Indonesier ab Ende September kehrte Sedyono in den Dienst der Armee als Oberst zurück. Im abschließenden Bericht der KPP-HAM wurde eine strafrechtliche Verfolgung von Sedyono empfohlen, wegen Verbrechen gegen die Menschlichkeit. Er gehörte zu den 18 Angeklagten vor dem für Osttimor aufgestellten Menschengerichtshof in Jakarta. Obwohl der Staatsanwalt eine Haftstrafe von 10 bis 10,5 Jahren forderte, wurde Sedyono vom Gericht freigesprochen. Auch die Anklage vor den Special Panels for Serious Crimes in Dili blieben für Sedyono folgenlos, weil kein internationaler Haftbefehl auf Druck der osttimoresischen Regierung ausgestellt wurde.
Der Milizionär Olivio Mendonça Moruk, der an dem Massaker teilnahm und den die Generalstaatsanwaltschaft ebenfalls anklagte, wurde am 6. September 2000 durch andere Milizionäre ermordet. Man geht davon aus, dass seine Zeugenaussage im Verfahren Sugito und Herman Sedyono hätten belasten können. Der indonesische Generalstaatsanwalt Marzuki Darusman vermutete daher einen politisch motivierten Mord.

## Sonstiges
Sedyono ist katholischen Glaubens.